# Килфинейн
Килфинейн (англ. Kilfinane; ирл. Cill Fhíonáin, «церковь святого Финейна») — деревня в Ирландии, находится в графстве Лимерик (провинция Манстер).

## Демография
Население — 727 человек (по переписи 2006 года). В 2002 году население составляло 779 человек.
Данные переписи 2006 года:
| Общие демографические показатели |               |                               |                               |      |      |
| Всё население                    | Всё население | Изменения населения 2002—2006 | Изменения населения 2002—2006 | 2006 | 2006 |
| 2002                             | 2006          | чел.                          | %                             | муж. | жен. |
| 779                              | 727           | −52                           | −6,7                          | 370  | 357  |